# 赵君用
赵君用（1319年—1359年），又名赵均用，是元朝末年淮北红巾军领袖，萧县人。
1351年，芝麻李起义，赵君用随从，攻克徐州。1352年，脱脱攻徐州，芝麻李被杀。赵君用和彭大帶敗兵前住由郭子興、孫德崖等人佔據的濠州（今安徽省凤阳县），之後迫走郭子兴。不久，攻泗州（今江苏省泗洪县）、盱眙（今江苏省盱眙县）。1356年，攻克淮安（今江苏省淮安市）。1357年，赵君用称永义王。淮安失守后，赵君用投奔益都毛贵，但後來赵君用杀死毛贵，毛贵部将续继祖从辽阳回军，杀死赵君用。